# Lissa Labiche
Lissa Labiche (ur. 18 lutego 1993) – seszelska lekkoatletka specjalizująca się w skoku wzwyż.
W 2009 została mistrzynią Afryki juniorek oraz bez powodzenia uczestniczyła w mistrzostwach świata juniorów młodszych. Rok później, w gronie seniorek, zdobyła srebrny medal mistrzostw Afryki oraz była finalistką igrzysk Wspólnoty Narodów. Podczas mistrzostw Afryki juniorów w 2011 zdobyła srebrny medal, a na zakończenie sezonu wywalczyła brązowy medal igrzysk afrykańskich. W 2012 została mistrzynią Afryki oraz wicemistrzynią świata juniorek. Była uczestniczką igrzysk olimpijskich w Londynie, lecz nie udało jej się wywalczyć awansu do finału. W 2015 zdobyła złoty medal podczas igrzysk afrykańskich w Brazzaville. Dziesiąta zawodniczka halowych mistrzostw świata (2016) oraz brązowa medalistka mistrzostw Afryki w Durbanie w tym samym roku.
Z sukcesami startuje także w skoku w dal oraz siedmioboju (brąz mistrzostw Afryki juniorów w 2011). 
Rekordy życiowe: skok wzwyż – 1,92 (9 maja 2015, Potchefstroom), rekord kraju seniorów i młodzieżowców; skok wzwyż (hala) – 1,89 (20 marca 2016, Portland), rekord kraju seniorów; skok w dal – 6,28 (28 kwietnia 2012, Windhuk), rekord kraju juniorów; siedmiobój – 4726 pkt. (12 kwietnia 2015, Réduit).

## Osiągnięcia
| Rok  | Impreza                               | Miejsce          | Lokata            | Wynik |
| ---- | ------------------------------------- | ---------------- | ----------------- | ----- |
| 2009 | Mistrzostwa Afryki juniorów           | Bambous          | 1. miejsce        | 1,69  |
| 2009 | Mistrzostwa świata juniorów młodszych | Tyrol Południowy | el. – 20. miejsce | 1,74  |
| 2010 | Mistrzostwa Afryki                    | Nairobi          | 2. miejsce        | 1,70  |
| 2010 | Igrzyska Wspólnoty Narodów            | Nowe Delhi       | 12. miejsce       | 1,68  |
| 2011 | Mistrzostwa Afryki juniorów           | Gaborone         | 2. miejsce        | 1,70  |
| 2011 | Igrzyska afrykańskie                  | Maputo           | 3. miejsce        | 1,70  |
| 2012 | Mistrzostwa Afryki                    | Porto-Novo       | 1. miejsce        | 1,86  |
| 2012 | Mistrzostwa świata juniorów           | Barcelona        | 2. miejsce        | 1,88  |
| 2012 | Igrzyska olimpijskie                  | Londyn           | el. – 20. miejsce | 1,85  |
| 2014 | Igrzyska Wspólnoty Narodów            | Glasgow          | el. – 18. miejsce | 1,71  |
| 2015 | Mistrzostwa świata                    | Pekin            | el. – 21. miejsce | 1,89  |
| 2015 | Igrzyska afrykańskie                  | Brazzaville      | 1. miejsce        | 1,91  |
| 2016 | Halowe mistrzostwa świata             | Portland         | 10. miejsce       | 1,89  |
| 2016 | Mistrzostwa Afryki                    | Durban           | 1. miejsce        | 1,85  |
| 2016 | Igrzyska olimpijskie                  | Rio de Janeiro   | el. – 29. miejsce | 1,85  |